# 남천로 (경산시)
남천로(Namcheon-ro)는 경상북도 경산시 남천면 하도교차로 에서 경산시 남천면 협석교차로를 잇는 도로이다.

## 주요 경유지
충청북도
- 경산시 (남천면)

## 노선
| 이름        | 접속 노선              | 소재지 | 소재지 | 비고 |
| ----------- | ---------------------- | ------ | ------ | ---- |
| 하도 교차로 | 국도 제25호선 (경청로) | 경산시 | 남천면 |      |
| 원동교      |                        | 경산시 | 남천면 |      |
| 흥산 교차로 | 국도 제25호선 (경청로) | 경산시 | 남천면 |      |
| 금곡 교차로 | 국도 제25호선 (경청로) | 경산시 | 남천면 |      |
| 금곡교      |                        | 경산시 | 남천면 |      |
| 협석 교차로 | 국도 제25호선 (경청로) | 경산시 | 남천면 |      |